# François Chau
François Chau (Phnom Penh, 26 de outubro de 1959) é um ator norte-americano. Ele é conhecido por seu papel como doutor Pierre Chang no programa de televisão Lost do canal American Broadcasting Company, e mais recentemente como doutor Chang no filme 21 & Over.